# In the Pale Moonlight
"In the Pale Moonlight" é o décimo nono episódio da sexta temporada da série de ficção científica Star Trek: Deep Space Nine. Ele foi exibido pela primeira vez nos Estados Unidos no dia 15 de abril de 1998. Cansado das derrotas que a Federação tem acumulado na guerra, Sisko pede a ajuda de Garak para fazer os romulanos entrarem na guerra para ajudar a Federação contra os Dominion. Sisko descobre que para salvar a Federação, ele deve violar os valores que defendeu a vida inteira.
A história de "In the Pale Moonlight" foi inspirada por alguns acontecimentos históricos norte-americanos. A premissa original escrita por Peter Allan Fields tinha Jake pesquisando e encontrando segredos comprometedores do Primeiro Ministro Bajoriano; Michael Taylor mais tarde assumiu a escrita do episódio, com Ronald D. Moore escrevendo o roteiro final, removendo completamente o personagem de Jake da história.
As filmagens começaram no dia 27 de janeiro de 1998 e duraram sete dias, com a direção de Victor Lobl. Seu título, faz uma referência ao filme Batman, de 1989, onde o Coringa pergunta, "Já dançou com o demônio sob a pálida luz do luar?". "Dançar com o demônio" é uma metáfora para ser ou trabalhar com alguma coisa que é uma antítese do que alguém acredita. "In the Pale Moonlight" foi muito bem recebido pelos fãs, crítica e a equipe da série, apesar de ser considerado o episódio mais sombrio de Star Trek, e o mais antiético em relação as visões originais de Gene Roddenberry.

## Enredo
O Capitão Sisko, perturbado pelos eventos dos últimos dias, faz uma anotação em seu diário pessoal. Ele percebe que o preço da guerra contra os Dominion foi caro para a Federação e seus aliados. Confrontado com uma situação ruim que espera-se ficar pior, ele conclui que a única chance de sucesso é trazer o neutro Império Romulano para o lado deles.
Para isso, Sisko trama com o antigo espião cardassiano Garak para obter evidências de que os Dominion planejam invadir o Império Romulano, porém os contatos de Garak são mortos antes de encontrarem a informação. Com a falta de outros métodos legítimos, Garek oferece uma solução alternativa: forjar uma gravação de oficiais dos Dominion planejando conquistar o Império Romulano. A gravação seria dada aos romulanos como evidência para provocar a guerra.
Hesitante acerca do plano, mas impulsionado pela recente conquista Dominion de Betazed, Sisko permite que Garak continue e o ajuda ao assegurar a libertação de um falsificador chamado Grathon Tolar de uma execução klingon, como também providenciando uma grande quantidade do raro gel bio-mimético para trocar por um autentico dispositivo de armazenagem de dados. As ações de Sisko são questionadas por seus colegas tripulantes, já que o gel é extremamente perigoso e pode ser usado na criação de armas biológicas, porém ele se recusa a discutir detalhes.
Depois de Tolar ter criado uma gravação holográfica convincente de um encontro entre Damar e Weyoun discutindo planos de invasão do Império Romulano, Sisko convida Vreenak, um influente senador romulano, para a Deep Space Nine em segredo. Sisko lhe mostra a gravação e lhe entrega o dispositivo de armazenagem de dados para que ele possa verificar sua autenticidade.
Entretanto, Sisko descobre que Vreenak reconheceu que a gravação é falsa, e o romulano rapidamente deixa a estação. Enquanto Sisko se prepara para enfrentar a possibilidade de que suas ações podem ter colocado os romulanos do lado dos Dominion, ele descobre que a nave de Vreenak foi destruída. Sisko confronta Garak, que admite ter planejado destruir a nave de Vreenak para garantir o sucesso de seu plano; quando os romualnos analisarem os destroços, eles irão encontrar o dispositivo de armazenamento de dados, e atribuiram quaisquer sinais de falsificações aos danos causados na explosão. A evidência será o suficiente para implicar os Dominion, com seus protestos de inocência apenas provando sua culpa para os romulanos.
Garak também revela que Tolar foi morto para impedir vazamento de informações. Ele afirma que o Quadrante Alfa foi salvo ao custo "da vida de um senador romulano, um criminoso, e o respeito-próprio de um oficial da Frota Estelar", que, considerando toda a situação, é uma "barganha". O plano de Garak se desenrola como planejado e os romulanos se juntam a Federação contra os Dominion. Sisko admite que Garak estava certo, e afirma poder viver com sua decisão. Repetindo isso, ele odena que o computador apague a anotação do diário.

## História e produção
As origens de "In the Pale Moonlight" podem ser encontradas em discussões entre os roteiristas da série sobre vários momentos cruciais da história recente dos Estados Unidos. Um desses momentos foi o Incidente do Golfo de Tonkin, em 1964, quando um barco note-vietnamita alegadamente atacou um navio americano, forçando a entrada dos EUA na Guerra do Vietnã. Outro momento foi o Caso Watergate, em 1974, que começou quando cinco homens foram presos por invadir o Complexo Watergate, terminando com a renúnica do presidente Richard Nixon. Pensando sobre a escala desses eventos e as grandes repercussões que tiveram nos anos seguintes, os produtores pediram para que produtor Peter Allan Fields escrevesse uma história baseada em controvérsias políticas, envolvendo uma segredo que, se descoberto, poderia ter enormes consequências em todo quadrante.
A premissa original de Fields tinha Jake descobrindo segredos sobre os dias do Primeiro Ministro Bajoriano, Shakaar Edon, na Resistência Bajoriana que, se revelados, poderiam derrubar seu governo e lançar Bajor em caos. Quando Jake conta a seu pai sobre o segredo, Sisko tenta impedi-lo de publicar as informações. Entretanto, quando os roteiristas foram trabalhar a história de Fields, eles não conseguiram fazê-la funcionar, então a alteraram para Jake descobrindo algo sobre seu próprio pai; Ronald D. Moore comparou essa premissa ao filme All the President's Men. Essa foi a ideia que Michael Taylor usou para compor seu primeiro rascunho do roteiro – o conflito inerente entre Jake e Sisko. A história começaria com Jake tentando entrevistar Garak para o Serviço de Notícias da Federação, porém Garak não diria não. Jake pede ajuda à seu pai, porém ele o avisa para ficar longe do cardassiano. Intrigado, Jake começa a investigar, e descobre que seu pai e Garak estão envolvidos em negócios para trazer os romulanos para a Guerra dos Dominion ao mentir sobre um plano de invasão.
No rascunho final do roteiro, que foi na verdade escrito por Moore apesar dele não ser creditado, Jake foi totalmente removido. A razão para isso foi o fato da relação entre ele e Sisko, como havia sido estabelecida em muitos episódios ao longo da série, ser muito forte, já que seus laços como pai e filho haviam se tornado muito nítidos, sendo quase impossível criar algo para destruí-los. De acordo com Moore, "Não havia disputa entre Sisko e Jake, porque não importando quanto quiséssemos, era difícil colocar aqueles dois personagens em conflito. Então não parecia verdadeiro. Jake era muito jovem e Sisko muito experiente, você não acreditava no conflito central do programa".
Originalmente, os roteiristas tinham feito os Dominion invadir Vulcano, não Betazed. Todo o episódio foi estruturado para que no momento em que Sisko começa a se perguntar sobre prosseguir ou não com seu esquema, um planeta fosse conquistado pelos Dominion, estimulando sua resolução. Entretanto, os roteiristas não queriam inventar um novo planeta ou nomear um lugar sem importância, eles queriam um planeta que carregasse algum peso para os espectadores. Inicialmente eles decidiram que seria Vulcano, porém mudaram para Batazed ao perceberem que "Vulcano carregava muito peso".
As filmagens começaram em 27 de janeiro de 1998,[carece de fontes?] durando sete dias. A ideia para Sisko tirar a roupa devagar no decorrer do episódio foi do diretor Victor Lobl, que viu isso como uma dupla função: de um modo, Sisko removendo suas roupas simplesmente indicaria a passagem do tempo, por outro modo, era uma metáfora temática de como, enquanto Sisko narra seu diário, ele está literalmente expondo sua alma.

## Repercussão
"In the Pale Moonlight" é considerado tanto pelos fãs quanto pela equipe de produção como o mais sombrio episódio de Star Trek já produzido, e o mais antiético em relação as visões iniciais de Gene Roddenberry sobre a Frota Estelar, a Federação e a humanidade do século XXIV. Apesar disso, o episódio se mostrou muito popular; quando a série se encerrou em 1999, uma pesquisa realizada pela Sci-Fi Entertainment colocou este episódio como o mais bem recebido de todo o programa, seguido por "The Visitor" e "Far Beyond the Stars".
O episódio também foi elogiado pela equipe da série. O roteirista Michael Taylor diz que o episódio "Mostrou como Deep Space Nine realmente ampliou a fórmula de Star Trek. Ele mudou as fronteiras de forma realista, porque as decisões que Sisko toma são os tipos de decisões que devem ser tomadas durante uma guerra. Elas são para um bem maior". Andrew J. Robinson, que interpretou Garak, elege este como um de seus episódio favoritos, junto com "The Wire", "Improbable Cause" e "The Die is Cast". Segundo ele, "In the Pale Moonlight" é sobre Garak ensinando Sisko que "Você não pode ir para a cama com o demônio sem fazer sexo".